# Каштановка (Хмельницкая область)
Каштановка (укр. Каштанівка) — село в Каменец-Подольском районе Хмельницкой области Украины.
Население по переписи 2001 года составляло 253 человека. Почтовый индекс — 32380. Телефонный код — 3849. Занимает площадь 1,113 км². Код КОЗАкТуМдав — ?.

## Местный совет
32337, Хмельницкая обл., Каменец-Подольский р-н, с. Грушка